# Mirzəqurbanlı
Mirzəqurbanlı è un comune dell'Azerbaigian situato nel distretto di Neftçala. 